# Object Constraint Language
OCL (Object Constraint Language) est un langage informatique d'expression des contraintes utilisé par UML. Développé pour la première fois par IBM en 1995 puis standardisé par l'Object Management Group, OCL permet d'effectuer des requêtes sur des métamodèles.
Ce langage formel est volontairement simple d'accès et représente un juste milieu entre langage naturel et langage mathématique. Il permet ainsi de limiter les ambiguïtés dans la spécification des contraintes logicielles. Sa grammaire simple lui permet d'être interprété par des outils logiciels pour faire de la programmation par contrat et vérifier qu'un logiciel répond à ses spécifications techniques.

## Description
OCL permet de décrire des invariants dans un modèle : préconditions et postconditions pour une opération, expressions de navigation, expressions booléennes, etc.
OCL est utilisé dans la définition du métamodèle UML. Plus généralement, OCL est le langage de requête standard utilisé en architecture dirigée par les modèles : il intervient ainsi dans la définition du standard QVT.

## Exemple de contraintes
La contrainte suivante exprime le fait que l'attribut age d'une classe Personne ne peut pas avoir une valeur négative.
```
context Personne
inv: self.age >=0
```